# Robert de Toulouse-Lautrec
Robert de Toulouse-Lautrec est un homme politique français. À la suite des élections cantonales de 1961, il est devenu président du conseil général d'Ille-et-Vilaine succédant à Marcel Rupied.

## Biographie
Propriétaire-exploitant, Robert de Toulouse-Lautrec fut le président (CNIP) du conseil général d'Ille-et-Vilaine de 1961 à 1966, à la suite des élections cantonales de 1961. 
Henri Fréville lui succèdera à la tête du conseil général d'Ille-et-vilaine en 1966.
En 1912, Robert de Toulouse-Lautrec est élu conseiller général du canton de Mordelles et devient maire de Mordelles de 1919 à 1965.
Il donnera à sa villa la fonction de mairie pendant la Seconde Guerre mondiale. 
Il est par ailleurs cousin germain du peintre Henri de Toulouse-Lautrec (1864-1901).

## Mandats électoraux
- Maire de Mordelles de 1919 à 1965.
- Conseiller général du Canton de Mordelles
- Président du Conseil général d'Ille-et-Vilaine de 1961 à 1964.

## Liens utiles
Article sur Robert de Toulouse-Lautrec (wiki.lemordelais.fr)

Article sur le château de la Haichois, demeure de Robert de Toulouse-Lautrec (wiki.lemordelais.fr)